# Drei-Länder-Tour
El Drei-Länder-Tour, o Tour de Hesse, era una antigua carrera ciclista por etapas alemana disputada en Hesse.

## Historia
Esta carrera por etapas fue creada en 1982 bajo el nombre de Tour de Hesse (oficialmente: Hessen-Rundfahrt), corriéndose únicamente en la tierra de Hesse. Fue una prueba amateur hasta 1995. Desde la creación de los Circuitos Continentales UCI en 2005 el Tour de Hesse formó parte del UCI Europe Tour, dentro la categoría 2.1.
En 2006, el Tour de Hesse se convirtió en el Drei-Länder-Tour, atravesando los länder de Hesse, Turingia y Baden-Wurtemberg.
La edición del 2008 fue anulada debido a la retirada del principal patrocinador Sparkassen Versicherung.

## Palmarés
En amarillo: edición amateur.
| Año              | Ganador            | Segundo             | Tercero             |
| Tour de Hesse    | Tour de Hesse      | Tour de Hesse       | Tour de Hesse       |
| ---------------- | ------------------ | ------------------- | ------------------- |
| 1982             | Thomas Freienstein | Peter Becker        | J. Gaspar           |
| 1983             | Ludek Kubias       | Heinz Luternauer    | Udo Jaulus          |
| 1984             | Thomas Freienstein | Rolf Gölz           | Jörg Echtermann     |
| 1985             | Hartmut Bölts      | Jan van Wijk        | Mikhail Sveschnikov |
| 1986             | Christian Henn     | Ralf Inden          | Owczarek            |
| 1987             | Jens Heppner       | Vaclav Toman        | Dan Radtke          |
| 1988             | Pavel Tonkov       | Romes Gainetdinov   | Jens Zemke          |
| 1989             | Matthew Stephens   | Pierre Duin         | Albrecht Röder      |
| 1990             | Christophe Capelle | Jörg Weida          | Harm Jansen         |
| 1991             | Brian Fowler       | Nicolas Aubier      | Andreas Wartenberg  |
| 1992             | Bert Dietz         | Roland Nestler      | Serhij Ušakov       |
| 1993             | Ralf Schmidt       | Aleksej Sivakov     | Arno Wohlfahrter    |
| 1994             | Pavel Padrnos      | Jörn Reuss          | Robert Pintaric     |
| 1995             | Pavel Padrnos      | Andreas Lebsanft    | Paul Leitch         |
| 1996             | Ralf Grabsch       | Jeff Evanshine      | Peter Rogers        |
| 1997             | Christian Henn     | Kai Hundertmarck    | Pierre Bourquenoud  |
| 1998             | Grischa Niermann   | Raimondas Rumsas    | Danny Nelissen      |
| 1999             | Jens Zemke         | Eduard Gritsun      | Florian Wiesinger   |
| 2000             | Tobias Steinhauser | William-Chann McRae | Thomas Liese        |
| 2001             | Michael Blaudzun   | Matthias Kessler    | Jürgen Werner       |
| 2002             | Uwe Peschel        | Torsten Schmidt     | Torsten Hiekmann    |
| 2003             | Cédric Vasseur     | Maryan Hary         | Axel Merckx         |
| 2004             | Sebastian Lang     | Stefan Schumacher   | Jérôme Pineau       |
| 2005             | Cezary Zamana      | Lars Boom           | Piotr Wadecki       |
| Drei-Länder-Tour |                    |                     |                     |
| 2006             | Sebastian Lang     | Patrik Sinkewitz    | Fränk Schleck       |
| 2007             | Thomas Dekker      | Jens Voigt          | Michael Boogerd     |

## Palmarés por países
| País            | Victorias |
| --------------- | --------- |
| Alemania        | 15        |
| República Checa | 2         |
| Francia         | 2         |
| Checoslovaquia  | 1         |
| Unión Soviética | 1         |
| Reino Unido     | 1         |
| Nueva Zelanda   | 1         |
| Dinamarca       | 1         |
| Polonia         | 1         |
| Países Bajos    | 1         |